# Germainville
Germainville ist eine französische Gemeinde mit 345 Einwohnern (Stand: 1. Januar 2022) im Département Eure-et-Loir in der Region Centre-Val de Loire; sie gehört zum Arrondissement Dreux und zum Kanton Anet.

## Geographie
Germainville liegt etwa 33 Kilometer nördlich von Chartres und etwa 64 Kilometer westsüdwestlich von Paris. Umgeben wird Germainville von den Nachbargemeinden Cherisy im Nordwesten und Nordwesten, Serville im Norden, Broué im Osten, La Chapelle-Forainvilliers im Süden, Mézières-en-Drouais im Südwesten sowie Sainte-Gemme-Moronval im Westen.
Durch den Norden der Gemeinde führt die Route nationale 12.

## Bevölkerungsentwicklung
| Jahr                       | 1962 | 1968 | 1975 | 1982 | 1990 | 1999 | 2006 | 2020 |
| Einwohner                  | 177  | 162  | 171  | 235  | 258  | 297  | 286  | 325  |
| Quellen: Cassini und INSEE |      |      |      |      |      |      |      |      |

## Sehenswürdigkeiten
- Kirche Saint-Martin aus dem 14./15. Jahrhundert

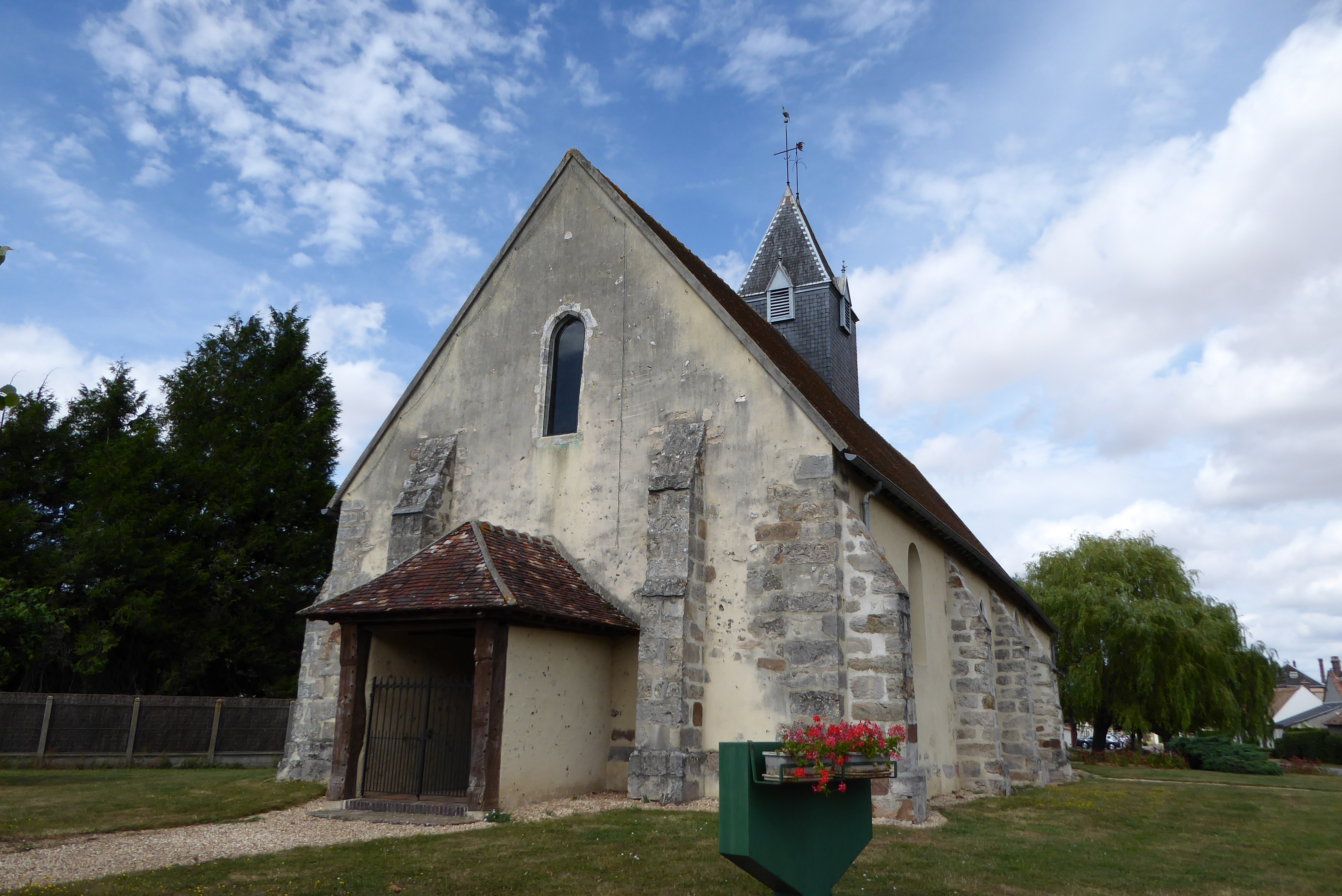
Kirche Saint-Martin